# Konstantin Sobieski

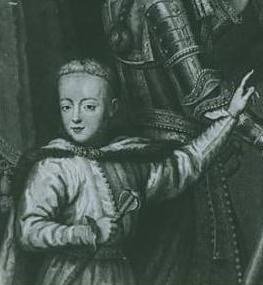
Konstantin Sobieski som barn

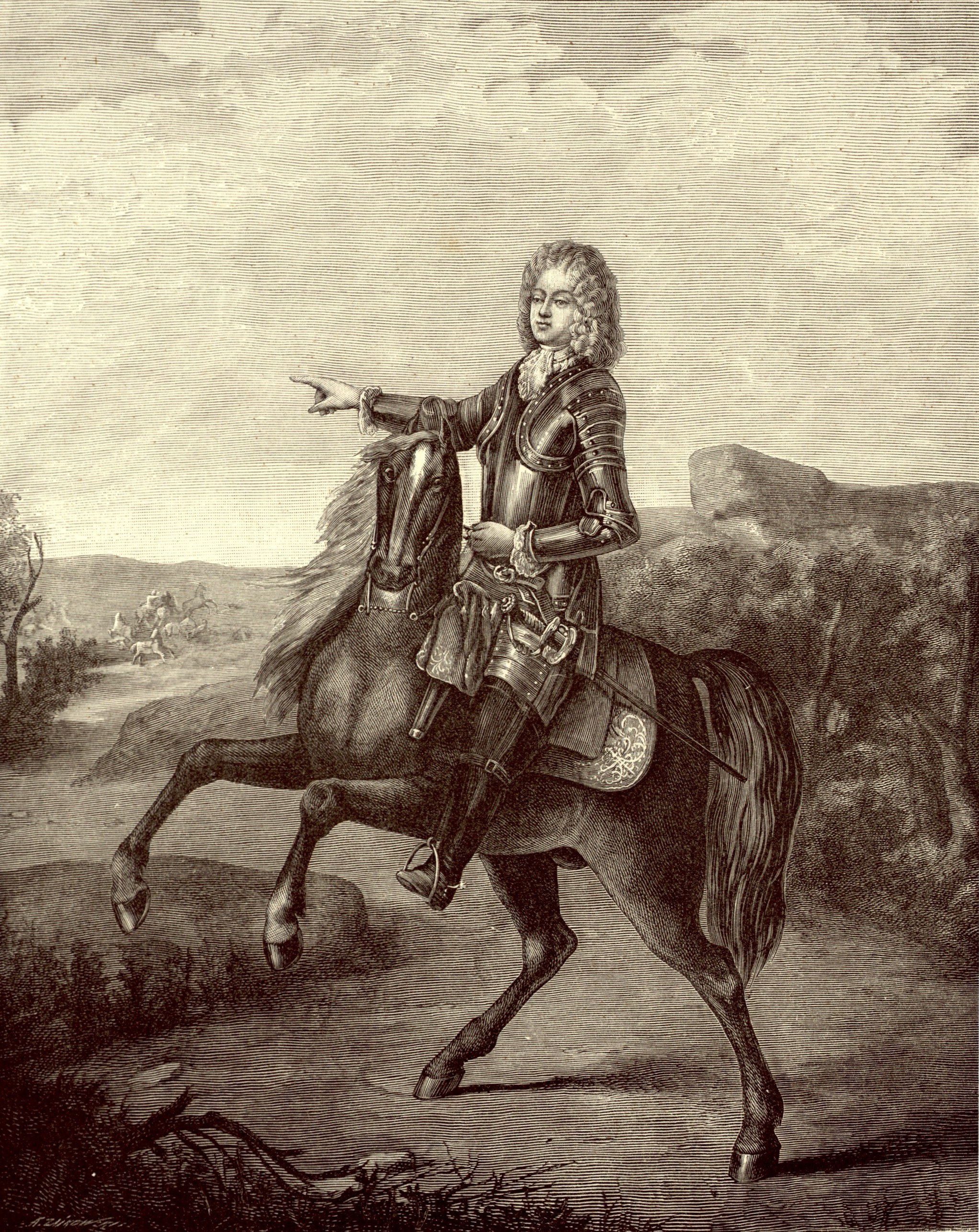
Konstantin Sobieski som vuxen

Konstantin Sobieski, född 1 maj 1680, död 28 februari 1726, var en polsk prins. Han var son till den polske kungen Johan III Sobieski.
Karl XII hade 1704 planer på att sätta någon av Johan III Sobieskis söner, i första hand Konstantins bror Jakob Sobieski, på den polska tronen efter den avsatte kungen August den starke, men August tillfångatog både Konstantin och Jakob och höll dessa fängslade ända till freden i Altranstädt 1706.